# Inishmurray SPA
Inishmurray SPA este o arie protejată (arie de protecție specială avifaunistică — SPA) din Irlanda întinsă pe o suprafață de 234,66 ha, integral pe uscat.

## Localizare
Centrul sitului Inishmurray SPA este situat la coordonatele 54°25′57″N 8°39′37″W / 54.432624°N 8.660255°V.

## Înființare
Situl Inishmurray SPA a fost declarat arie de protecție specială avifaunistică în noiembrie 1995 pentru a proteja 7 specii de animale.

## Biodiversitate
Situată în ecoregiunea atlantică, aria protejată nu include niciun habitat protejat.
La baza desemnării sitului se află mai multe specii protejate de  păsări (7): Branta leucopsis, Fulmarus glacialis, Hydrobates pelagicus, pescăruș sur (Larus canus), pescăruș negricios (Larus fuscus), chiră de baltă (Sterna hirundo), Sterna paradisaea.
Pe lângă speciile protejate, pe teritoriul sitului au mai fost identificate 5 specii de păsări.